# Froges
Froges är en kommun i departementet Isère i regionen Auvergne-Rhône-Alpes i sydöstra Frankrike. Kommunen ligger i kantonen Goncelin som tillhör arrondissementet Grenoble. År 2022 hade Froges 3 334 invånare.

## Befolkningsutveckling
Antalet invånare i kommunen Froges
Referens:INSEE